# Tetragonodes geminaria
Tetragonodes geminaria är en fjärilsart som beskrevs av Jones 1921. Tetragonodes geminaria ingår i släktet Tetragonodes och familjen mätare. Inga underarter finns listade i Catalogue of Life.